# Skorradalsvatn
Skorradalsvatn är en sjö på Island. Dess yta är 14,7 km2.